# Captain Marvel (film)
Pour les articles homonymes, voir Captain Marvel.
Série l'univers cinématographique Marvel
Ant-Man et la Guêpe
(2018) Avengers: Endgame
(2019)
Série Captain Marvel
The Marvels
(2023)
Pour plus de détails, voir Fiche technique et Distribution.
Captain Marvel, ou Capitaine Marvel au Québec est un film de superhéros américano-australien réalisé par Anna Boden et Ryan Fleck, sorti en 2019.
Le film met en scène les personnages créés par Stan Lee, Jack Kirby, Gene Colan et Roy Thomas, notamment Carol Danvers (créée en 1968 pour Marvel Super-Heroes #13), Nick Fury (créé en 1963 pour Sgt. Fury and his Howling Commandos #1), les Kree (créés en 1967 pour Fantastic Four #65) et les Skrull (créés en 1963 pour Fantastic Four vol. 1 #2).
Écrit par Anna Boden, Ryan Fleck et Geneva Robertson-Dworet et interprété par Brie Larson, Samuel L. Jackson, Ben Mendelsohn et Jude Law, le film traite de la découverte de Carol Danvers de ses superpouvoirs au cours des années 1990 et de son périple pour délivrer le peuple Skrull du joug de l'empire Kree. Il s'agit du vingt-et-unième film de l'univers cinématographique Marvel et le neuvième de la troisième phase.
C'est l'un des plus  gros succès 2019 du box-office mondial avec plus de 1,1 milliard de dollars dans le monde.
Brie Larson interprète Carol « Vers » Danvers, une pilote américaine dotée d'un superpouvoir ayant perdu la mémoire et recrutée par l'armée Kree. Samuel L. Jackson incarne Nick Fury, un agent secret américain qui aide Carol Danvers à protéger la Terre de la menace Kree et à découvrir sa véritable identité. Ben Mendelsohn interprète le général Talos, dirigeant des Skrull et Jude Law incarne le Kree Yon-Rogg, l'antagoniste principal du film.

## Synopsis
Vers est une soldate vivant sur la planète Hala, capitale de la civilisation Kree, un peuple humanoïde à la technologie très avancée dirigé par l'Intelligence suprême (en) (une intelligence artificielle). Sous le commandement de Yon-Rogg (en), Vers rejoint la Starforce, une unité d'élite Kree (Minn-Erva, Att-Lass, Bron-Char et Korath) avec trois destroyers des Accusateurs (un groupe militaire Kree effectuant des opérations de bombardement). Ils doivent se rendre sur Torfan, une planète frontalière Kree infiltrée par les Skrulls, extraterrestres métamorphes et ennemis de longue date des Krees, pour exfiltrer un espion qui a été démasqué et éviter que les informations qu'il détient ne soit récupérées par les Skrulls. Ils échouent à cause d'un guet-apens tendu par les Skrulls, et Vers est capturée par nul autre que le général Talos, chef militaire des Skrulls. Les Skrulls fouillent ensuite dans la mémoire confuse de Vers, qui a alors des visions dans lesquelles elle vit sur Terre, sert dans l'US Air Force et est pilote d'essai, dans une équipe dirigée par le Dr Wendy Lawson, dont l'apparence est celle prise par l'Intelligence Suprême. Les Skrulls pensent que ce Dr Lawson les mènera à un moteur supraluminique.
Vers parvient à s'échapper du vaisseau en orbite de la planète C-53, poursuivie par plusieurs Skrulls. Vers pénètre dans l'atmosphère terrestre. C'est l'année 1995 et Vers s'écrase dans un vidéoclub de la banlieue de Los Angeles. Elle cherche à prendre contact avec Yon-Rogg, qui lui demande d'attendre qu'il vienne la chercher, mais des agents du SHIELD arrivent sous la responsabilité de Nick Fury. Vers part à la poursuite d'un Skrull qui a essayé de l'abattre, suivie en voiture par Fury et un jeune agent, Phil Coulson. La course-poursuite continue dans le métro, d'abord en extérieur puis en sous-sol, tandis que Fury découvre qu'un Skrull a pris l'apparence de Coulson. Le Skrull que poursuivait Vers s'enfuit en se cachant dans la foule sortant du métro, et celui dans la voiture avec Fury meurt dans un accident.
Vers part à la recherche du projet Pegasus sur lequel travaillait le Dr Lawson, et Fury accepte de l'aider, ayant compris les risques d'un conflit contre des ennemis qui peuvent aisément infiltrer les rangs adverses mais ignorant que Talos a pris la place de son supérieur, le directeur Keller. Ils arrivent au cœur du projet Pegasus, qui se trouve dans une base où collaborent la NASA et l'Air Force. En fouillant les dossiers du Dr Lawson, Vers découvre qu'elle était en réalité une Kree et qu'elle-même est d'origine terrienne, et que tout le monde la croit morte dans le crash du prototype Asis avec Lawson en 1989. Entre-temps, Talos, sous les traits du directeur Keller, pénètre dans la base avec plusieurs agents, dont Coulson, pour arrêter Vers. Mais il commet deux erreurs : il appelle Fury par son prénom (ce que personne ne fait jamais), et il est persuadé que Coulson obéira aveuglément aux ordres (alors qu'il suivra son instinct et laissera Nick et Vers s'enfuir). Vers retrouve Maria Rambeau, son ancienne partenaire et amie qui vit avec sa fille Monica Rambeau. Maria révèle à Vers son vrai nom : Carol Danvers. Alors que Carol essaie de reconstituer son passé, Talos et un autre Skrull arrivent dans la maison de Rambeau et parviennent à convaincre Carol qu'ils ne lui veulent pas de mal. Ils cherchent à retrouver dans sa mémoire, le lieu où se trouve le noyau d'énergie qu'avait découvert le Dr Lawson, qui était une Kree du nom de Mar-Vell. Ce noyau permettrait d'alimenter un vaisseau supraluminique capable de transporter le peuple Skrull sur une nouvelle planète hors de portée des Krees. Talos, sous l'aspect du directeur du SHIELD, a réussi à récupérer dans la base secrète un disque avec l'enregistrement audio de la boîte noire de son avion avant le crash. En écoutant les voix enregistrées dans le cockpit, Carol retrouve la mémoire : elle a pris les commandes du vol d'essai de l'Asis avec Lawson, et l'accident a été causé par Yon-Rogg, mais en cherchant à détruire le moteur selon le souhait de Mar-Vell, elle a absorbé son énergie sans savoir utiliser toute cette puissance.
D'après les coordonnées révélées par Mar-Vell, Carol découvre que le noyau est toujours en orbite autour de la Terre. Yon-Rogg arrive sur Terre et rejoint Carol, mais démasque l'acolyte de Talos qui avait pris son apparence pour faire diversion. Il comprend qu'elle a retrouvé ses souvenirs, et demande à Ronan l'Accusateur de venir bombarder la Terre qui serait infiltrée par les Skrulls. Pendant ce temps, l'équipe de Carol se rend dans l'espace avec un avion modifié et découvre le laboratoire de Mar-Vell (un croiseur impérial Kree) où Talos retrouve sa famille, cachée là depuis six ans. Ils sont accompagnés du chat Goose, qui est en fait un être extraterrestre de l'espèce des Flerkens. Carol trouve le noyau, qui s'avère être le Tesseract, mais Yon-Rogg, son équipe et des soldats Krees arrivent dans le laboratoire de Mar-Vell et arrêtent Danvers en menaçant les réfugiés Skrulls. Capturée et devant affronter mentalement l'Intelligence Suprême, Carol prend conscience de l'étendue de ses pouvoirs et arrache la greffe sur sa nuque, qui en réalité servait à confiner ses pouvoirs et ses souvenirs. Elle s'empare de nouveau du Tesseract, et le confie à Fury, mais avant que celui-ci ait pu trouver où le cacher, Goose fait sortir des tentacules de sa bouche au grand étonnement des humains et avale le Tesseract.
Nick Fury et Maria Rambeau, aidés par Goose, parviennent à protéger les Skrulls exilés des soldats Krees pendant le retour sur Terre, tandis que Carol se bat contre son ancienne équipe. Puis quatre destroyers des Accusateurs arrivent aux abords de la Terre et lancent une salve de missiles balistiques. Carol parvient à les empêcher d'atteindre la planète et détruit à elle seule un escadron de chasseurs et un destroyer. Devant la puissance libérée par Danvers, Ronan préfère retourner au point de saut. Toutefois, Ronan déclare à son acolyte qu'ils s'occuperont plus tard de Danvers, voyant en elle une arme qu'il pourrait exploiter. De retour sur Terre, Danvers laisse Yon-Rogg repartir en lui disant de transmettre un message à l'Intelligence Suprême : elle arrive pour mettre de l'ordre, les mensonges et la guerre contre les Skrulls sont finis.
Elle quitte alors les humains en laissant à Fury un beeper, d'une portée de deux galaxies, qui permettra à celui-ci de la contacter en cas d'urgence. Fury, rendu borgne par un coup de griffe de Goose, prend conscience que désormais la Terre peut subir des attaques venant du reste de l'univers et décide de lancer un projet de protection de la planète. Il le nomme d'abord : Projet Initiative Protector, puis le renomme en voyant dans une photographie le surnom de Carol Danvers dans son unité d'aviation : Projet Initiative des Avengers.
Scène inter-générique
En 2018, au QG des Avengers, le signal du beeper que Fury avait activé avant de disparaître cesse d'émettre. Steve Rogers et Natasha Romanoff regardent une projection affichant le recensement des personnes disparues après le claquement de doigt de Thanos. Les Avengers qui ont survécu au Wakanda cherchent à comprendre le fonctionnement du beeper. Natasha leur exprime son souhait d'être avertie quand ils auront du nouveau, car elle veut savoir qui est à l'autre bout. C'est alors que Captain Marvel surgit derrière Natasha et demande où est Fury. Cette scène n'apparaît pas dans Avengers: Endgame
Scène post-générique
Sur le bureau vide de Nick Fury, Goose vomit le Tesseract.

## Fiche technique
Sauf indication contraire, les informations mentionnées dans cette section peuvent être confirmées par les bases de données cinématographiques IMDb et Allociné,  présentes dans la section « Liens externes ».
- Titre original et français : Captain Marvel
- Titre québécois : Capitaine Marvel[1]
- Réalisation : Anna Boden et Ryan Fleck
- Scénario : Anna Boden, Ryan Fleck et Geneva Robertson-Dworet, sur une idée de Nicole Perlman, Meg LeFauve, Anna Boden, Ryan Fleck et Geneva Robertson-Dworet, d'après les personnages créés par Stan Lee, Jack Kirby, Gene Colan et Roy Thomas
- Musique : Pınar Toprak
- Direction artistique : Andrew Max Cahn, Elena Albanese, Jason T. Clark, Kasra Farahani, Jordan Ferrer et Lauren E. Polizzi
- Décors : Andy Nicholson et Lauri Gaffin[2]
- Costumes : Sanja Milkovic Hays
- Photographie : Ben Davis
- Son : Christopher Boyes, Lora Hirschberg, Annlie Huang, Mark Lindauer, Douglas Parker, Ryan Stern, Andy Winderbaum
- Montage : Debbie Berman et Elliot Graham
- Production : Kevin Feige
  - Production déléguée : Stan Lee, Victoria Alonso, Louis D'Esposito, Jonathan Schwartz et Patricia Whitcher
  - Coproduction : David J. Grant et Lars P. Winther
- Sociétés de production[3] :
  - États-Unis : Walt Disney Pictures et Marvel Studios
  - Australie : Animal Logic
- Société de distribution : Walt Disney Studios Motion Pictures
- Budget : 152 millions de $ (selon JP Box)[4] ; 160 millions de $ (selon Box Office Mojo)[5] ; environ 175 millions de $ (selon le Los Angeles Times)[6]
- Pays de production :  États-Unis,  Australie
- Langue originale : anglais
- Format[7] : couleur (ACES) (Technicolor) - D-Cinema - 2,39:1 (Cinémascope) (Panavision) - son 12-Track Digital Sound | IMAX 6-Track | Auro 11.1 | Dolby Atmos | DTS (DTS: X) | Dolby Surround 7.1 | Sonics-DDP | Dolby Digital
- Genre : action, aventures, fantastique, science-fiction, super-héros
- Durée : 123 minutes
- Dates de sortie[8] :
  - États-Unis : 4 mars 2019 (première mondiale à Los Angeles)[9] ; 8 mars 2019 (sortie nationale) ; 6 septembre 2019 (GI Film Festival de San Diego)
  - France, Belgique, Suisse romande : 6 mars 2019[10],[11],[12]
  - Australie, Québec : 7 mars 2019[1]
- Classification[13] :
  - États-Unis : accord parental recommandé, film déconseillé aux moins de 13 ans (PG-13 - Parents Strongly Cautioned)[Note 2]
  - Australie : recommandé pour les personnes de plus de 15 ans (M - Mature)
  - France : tous publics[14]
  - Belgique : tous publics (Alle Leeftijden)[11]
  - Suisse romande : interdit aux moins de 12 ans[15]
  - Québec : tous publics - déconseillé aux jeunes enfants (G - General Rating)[1]

## Distribution
- Brie Larson (VF : Élisabeth Ventura ; VQ : Geneviève Bédard) : Carol « Avenger » Danvers / Captain Marvel
- Samuel L. Jackson (VF : Thierry Desroses ; VQ : Patrick Chouinard) : Nick Fury, agent du SHIELD
- Ben Mendelsohn (VF : Thierry Hancisse ; VQ : Frédéric Desager) : général Talos / R. Keller, directeur du SHIELD
- Jude Law (VF : Jean-Pierre Michaël ; VQ : Martin Watier) : Commandant Yon-Rogg (en) ; L’Intelligence Suprême (telle qu'elle apparaît à Yon-Rogg) (scènes coupées)
- Annette Bening (VF : Pauline Larrieu ; VQ : Claudine Chatel) : l'Intelligence Suprême (telle qu'elle apparaît à Carol) ; Dr Wendy Lawson alias Mar-Vell
- Lashana Lynch (VF : Corinne Wellong ; VQ : Pascale Montreuil) : Maria « Photon » Rambeau (en)
- Djimon Hounsou (VF : Frantz Confiac ; VQ : Pierre-Yves Cardinal) : Korath
- Gemma Chan (VF : Zina Khakhoulia ; VQ : Annie Girard) : Minn-Erva
- Clark Gregg (VF : Jean-Pol Brissart ; VQ : François Godin) : Phil Coulson, agent du SHIELD
- Lee Pace (VF : Gilles Morvan ; VQ : Christian Perrault) : Ronan l'Accusateur
- Algenis Perez Soto (VF : Mike Fédée ; VQ : Jean-Philippe Baril Guérard) : Att-Lass
- Rune Temte (VF : Pascal Casanova ; VQ : Alexandre Daneau) : Bron-Char
- Akira Akbar (VF et VQ : Kaycie Chase) : Monica Rambeau
- Sharon Blynn (VF : Caroline Santini ; VQ : Manon Leblanc) : Soren
- Matthew Maher (VQ : Joakim Lamoureux) : Norex, technicien Skrull
- Auden L. Ophuls : G'iah, la fille de Talos
- Colin Ford (VQ : Louis-Philippe Berthiaume) : Steve Danvers
- Kenneth Mitchell (VQ : Paul Sarrasin) : Joseph Danvers
- Robert Kazinsky (VF : Mario Bastelica ; VQ : Kevin Houle) : un motard
- Richard Zeringue (VQ : Yves Soutière) : Tom, le voisin de Maria
- London Fuller : Carol Danvers à 6 ans
- Mckenna Grace : Carol Danvers à 13 ans
- Stan Lee (VF : Jean-Claude Montalban ; VQ : Jean-Jacques Lamothe) : lui-même (caméo)
- Kelly Sue DeConnick : Une passagère du métro (caméo)
- Don Cheadle (VF : Sidney Kotto ; VQ : François L'Écuyer) : le colonel James « Rhodey » Rhodes / War Machine (caméo, scène inter-générique, non crédité)
- Chris Evans (VF : Alexandre Gillet ; VQ : Alexandre Fortin) : Steve Rogers / Captain America (caméo, scène inter-générique, non crédité)
- Scarlett Johansson (VF : Magali Rosenzweig ; VQ : Camille Cyr-Desmarais) : Natasha Romanoff / Black Widow (caméo, scène inter-générique, non créditée)
- Mark Ruffalo (VF : Rémi Bichet ; VQ : Sylvain Hétu) : Bruce Banner (caméo, scène inter-générique, non crédité)

- Version française
  - Studio de doublage : Dubbing Brothers
  - Direction artistique : Hervé Rey
  - Adaptation : Thomas Murat
  - Sources et légende: Version française (VF) sur AlloDoublage[16] et RS Doublage[17]

 Version québécoise (VQ) sur Doublage.qc.ca[18]

## Production

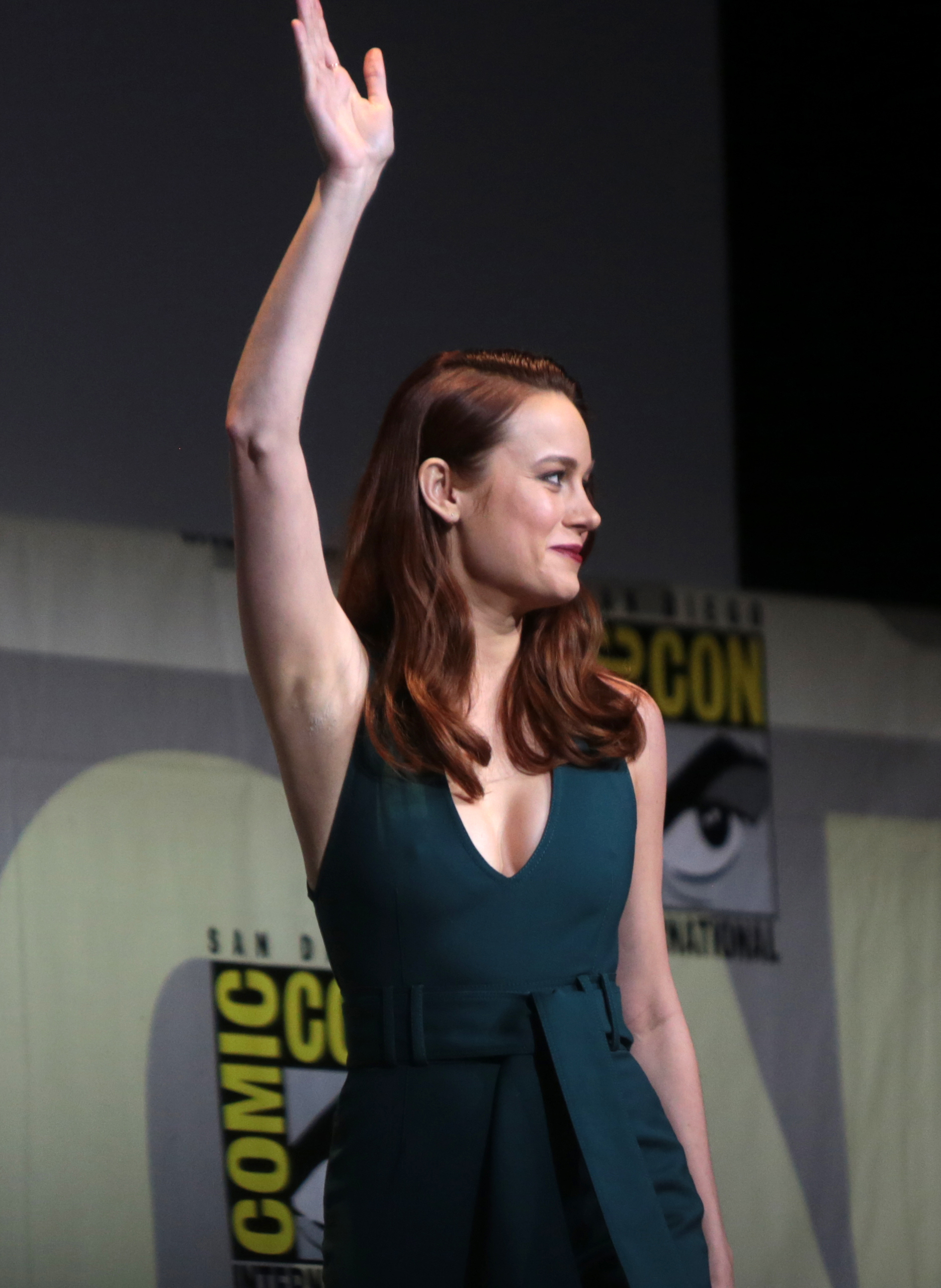
Brie Larson, interprète du rôle-titre, lors du Comic-Con de San Diego en 2016.

### Genèse et développement
Le film est annoncé par Marvel Studios en octobre 2014. La date de sortie est alors fixée au 6 juillet 2018. En avril 2015, les scénaristes Nicole Perlman et Meg LeFauve sont engagées pour écrire le film. Fin 2015, le film est repoussé à octobre 2018 pour laisser sa date de sortie initiale à Ant-Man et la Guêpe, avant de voir finalement sa sortie définitive fixée au mois de mars 2019. Avant qu'Anna Boden et Ryan Fleck ne soient confirmés à la réalisation en avril 2017, de nombreux noms ont circulé parmi lesquels Niki Caro, Lesli Linka Glatter, Lorene Scafaria ou encore Rebecca Thomas.

### Attribution des rôles

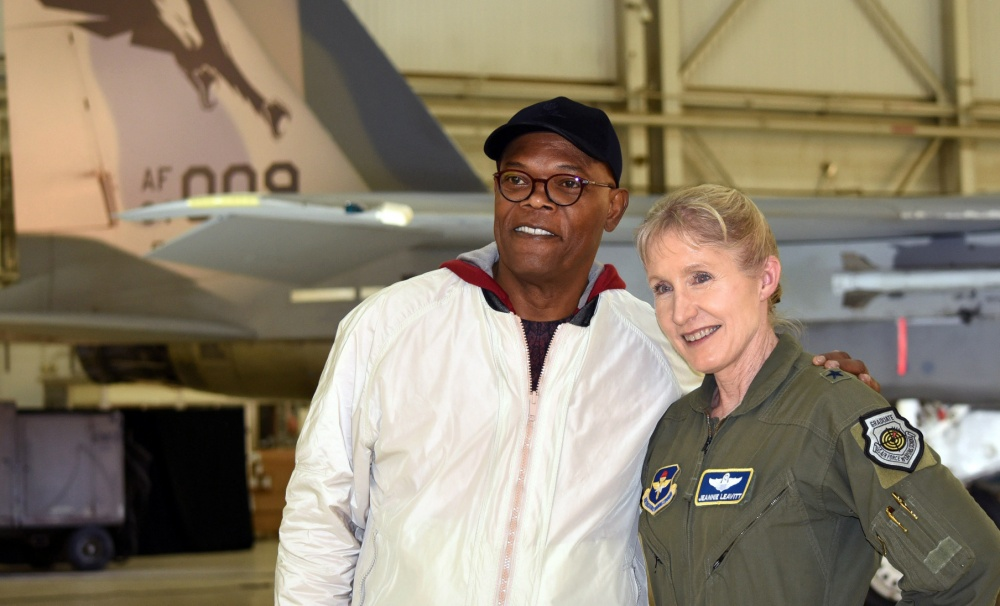
L'acteur principal Samuel L. Jackson, durant un évènement promotionnel du film, en février 2019.

En juin 2015, l'actrice Bryce Dallas Howard fait part de son envie d'incarner Captain Marvel à l'écran. D'autres actrices comme Rebecca Ferguson sont pressenties pour le rôle. En juillet 2016, l'actrice Brie Larson, alors récemment oscarisée pour Room, est confirmée dans le rôle de Carol Danvers.
Début 2017, des rumeurs courent sur la possible participation de Samuel L. Jackson de retour dans le rôle de Nick Fury, rumeurs qui seront confirmées en juillet de la même année.
En février 2018, la Britannique Gemma Chan est confirmée dans le rôle de Minn-Erva.
En mars 2018, Clark Gregg, Lee Pace et Djimon Hounsou sont confirmés pour revenir dans leurs rôles respectifs de l'univers cinématographique Marvel : Phil Coulson, Ronan l'Accusateur et Korath. Ce film marque donc le retour du personnage de l'agent Coulson, absent au cinéma depuis Avengers, sorti en 2012. En mai 2018, Annette Bening est annoncée au casting, dans un rôle de scientifique non précisé.
Brie Larson et Samuel L. Jackson se retrouvent à nouveau après Kong: Skull Island et Unicorn Store en 2017. Jude Law et Djimon Hounsou se retrouvent deux ans après Le Roi Arthur : La Légende d'Excalibur en 2017. Samuel L. Jackson et Djimon Hounsou se retrouvent trois ans après Tarzan en 2016.

### Tournage
La production débute en mars 2018. Le 10 mai 2018, un journal local annonce que le tournage de Captain Marvel est en cours à Shaver Lake près de Fresno pour les montagnes de la forêt nationale de Sierra.
Le tournage prend fin le 6 juillet 2018, jour de sortie dans les salles américaines du vingtième film de l'univers cinématographique Marvel, Ant-Man et la Guêpe.
Le 5 février 2019, Disney Studios annonce que Captain Marvel, dont les recettes attendues sont estimées à 150 millions, sera le premier des studios Disney à être diffusé sur le service Disney+,,.

## Musique
Bandes originales de l'univers cinématographique Marvel
Ant-Man et la Guêpe
(2018) Avengers: Endgame
(2019)
Marvel annonce en juin 2018 que la musique du film sera composée par la musicienne américano-turque Pinar Toprak, qui avait notamment composé la musique de la première saison de la série télévisée Krypton, et des musiques additionnelles sur Justice League. Elle devient ainsi la première femme à signer la musique d'un film de superhéros.
| Liste des titres | Liste des titres         | Liste des titres | Liste des titres | Liste des titres | Liste des titres | Liste des titres | Liste des titres | Liste des titres | Liste des titres |
| No               | Titre                    | Durée            |                  |                  |                  |                  |                  |                  |                  |
| ---------------- | ------------------------ | ---------------- | ---------------- | ---------------- | ---------------- | ---------------- | ---------------- | ---------------- | ---------------- |
| 1.               | Captain Marvel           | 2:15             |                  |                  |                  |                  |                  |                  |                  |
| 2.               | Waking Up                | 1:28             |                  |                  |                  |                  |                  |                  |                  |
| 3.               | Boarding the Train       | 1:30             |                  |                  |                  |                  |                  |                  |                  |
| 4.               | Why Do You Fight?        | 1:14             |                  |                  |                  |                  |                  |                  |                  |
| 5.               | Let's Bring Him Home     | 1:39             |                  |                  |                  |                  |                  |                  |                  |
| 6.               | Entering Enemy Territory | 3:33             |                  |                  |                  |                  |                  |                  |                  |
| 7.               | Breaking Free            | 5:24             |                  |                  |                  |                  |                  |                  |                  |
| 8.               | Hot Pursuit              | 4:34             |                  |                  |                  |                  |                  |                  |                  |
| 9.               | Lost the Target          | 2:10             |                  |                  |                  |                  |                  |                  |                  |
| 10.              | Lifting Fingerprints     | 1:31             |                  |                  |                  |                  |                  |                  |                  |
| 11.              | Finding the Records      | 5:20             |                  |                  |                  |                  |                  |                  |                  |
| 12.              | Escaping the Basement    | 4:23             |                  |                  |                  |                  |                  |                  |                  |
| 13.              | Photos of Us             | 1:56             |                  |                  |                  |                  |                  |                  |                  |
| 14.              | Learning the Truth       | 3:16             |                  |                  |                  |                  |                  |                  |                  |
| 15.              | New Clothes              | 1:04             |                  |                  |                  |                  |                  |                  |                  |
| 16.              | Space Turbulence         | 2:58             |                  |                  |                  |                  |                  |                  |                  |
| 17.              | High Score               | 2:35             |                  |                  |                  |                  |                  |                  |                  |
| 18.              | Interrupting Something?  | 1:30             |                  |                  |                  |                  |                  |                  |                  |
| 19.              | Trapped                  | 3:19             |                  |                  |                  |                  |                  |                  |                  |
| 20.              | I'm All Fired Up         | 3:20             |                  |                  |                  |                  |                  |                  |                  |
| 21.              | More Problems            | 8:15             |                  |                  |                  |                  |                  |                  |                  |
| 22.              | You Could Use a Jump     | 1:45             |                  |                  |                  |                  |                  |                  |                  |
| 23.              | This Isn't Goodbye       | 2:29             |                  |                  |                  |                  |                  |                  |                  |
| 1:07:28          |                          |                  |                  |                  |                  |                  |                  |                  |                  |

## Distinctions
Entre 2018 et 2020, le film Captain Marvel a été sélectionné 65 fois dans diverses catégories et a remporté 9 récompenses.

### Récompenses
- Teen Choice Awards 2019 : meilleur film d'action

### Nominations
- Teen Choice Awards 2019 :
  - meilleure actrice dans un film d'action pour Brie Larson
  - meilleur acteur dans un film d'action pour Samuel L. Jackson
  - meilleur méchant pour Jude Law

## Accueil

### Sortie
Le 18 septembre 2018, Marvel Entertainment diffuse sur YouTube une première bande annonce officielle du film. Le 9 décembre 2018, Marvel Entertainment diffuse sur YouTube une seconde bande annonce officielle du film.

### Accueil critique
Aux États-Unis, Captain Marvel reçoit principalement des critiques positives. Sur l'agrégateur américain Rotten Tomatoes, il obtient 78 % d'opinions favorables pour 432 critiques et une note moyenne de 6,79⁄10. Sur Metacritic, il enregistre une moyenne de 64⁄100, pour 55 critiques.
Sur la musique, Radio Times souligne la qualité des morceaux choisis mais regrette qu'ils ne soient pas aussi bien intégrés au film que ce qu'a fait James Gunn dans Les Gardiens de la Galaxie.
En France, le film reçoit des critiques plus mitigées, avec une note moyenne de 3,1⁄5 sur Allociné, à partir de l'interprétation de 27 critiques de presse. Télérama est plutôt conquis : « même les spectateurs les moins familiers de ce monde pourront apprécier l’aventure bien ficelée, servie avec toutes les attractions habituelles ».
Les Inrockuptibles sont plus sévères : « réalisation parfois paresseuse ».
Sur SensCritique, le film reçoit la moyenne de 5,8 / 10, basée sur plus de 17 000 avis du public.

### Box-office
Le 14 février 2019, selon les premières estimations le film pourrait générer 100 millions d'USD de recettes lors de son weekend de sortie. Le 9 mars 2019, Disney revoit son estimation des recettes de Captain Marvel entre 145 et 155 millions d'USD durant son weekend de sortie. Le 11 mars 2019, les chiffres tombent pour les recettes de Captain Marvel avec 302 millions d'USD à l'international et 456 millions au total. Le 3 avril 2019, le film passe la barre symbolique du milliard d'USD de recettes à l'international, septième de Marvel Studios et 18e pour Walt Disney Studios,,.
| Pays ou région        | Box-office        | Date d'arrêt du box-office | Nombre de semaines |
| --------------------- | ----------------- | -------------------------- | ------------------ |
| États-Unis Canada     | 426 829 839 $     | 4 juillet 2019             | 17                 |
| Chine                 | 154 070 663 $     | 7 avril 2019               | 5                  |
| France                | 3 374 568 entrées | 9 juin 2019                | 13                 |
| Allemagne             | 2 080 044 entrées | 9 juin 2019                | 13                 |
| Italie                | 1 556 419 entrées | 9 juin 2019                | 9                  |
| Espagne               | 2 083 569 entrées | 15 juin 2019               | 13                 |
| Total hors États-Unis | 701 446 251 $     | 7 juillet 2019             | 17                 |
| Total mondial         | 1 128 276 090 $   | 7 juillet 2019             | 17                 |

## Autour du film

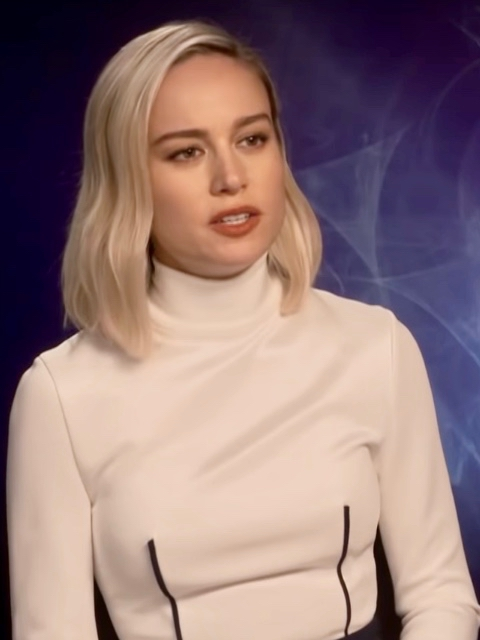
Brie Larson, en interview promotionnelle.

Le film contient plusieurs allusions à l'univers Marvel, mais également à d'autres œuvres populaires.
- Clins d’œil à Marvel :
  - Le film rend hommage à Stan Lee, mort en novembre 2018. Le film lui est dédié et les personnages principaux de l'univers cinématographique Marvel (MCU), qui avaient remplacé les images de comics Marvel dans le logo Marvel Studios depuis quelques films, sont ici remplacés par des photos et vidéos du scénariste.
  - Par ailleurs, Stan Lee avait eu le temps de tourner son habituel caméo. Il apparaît ainsi dans un train dans lequel Captain Marvel affronte un ennemi. Stan Lee lit un scénario sur lequel on peut lire le titre Mallrats. Il s'agit du titre original du film Les Glandeurs dans lequel Stan Lee fait également un caméo[47].
  - Le personnage de Maria Rambeau, la meilleure amie pilote de Carol Danvers, a comme surnom de pilote « photon ». Dans les comics, il s'agit du surnom de superhéros de Monica Rambeau, la fille de Maria[47].
  - On peut voir dans le film le Cube cosmique, déjà présent dans plusieurs films du MCU, appelé Tesseract. Il est ici avalé par Goose, le Flerken que tout le monde pense être un chat. Dans le film Avengers, Natasha Romanoff / Black Widow demande à Bruce Banner de les rejoindre. Elle lui montre une photo du Tesseract. Banner demande alors cyniquement « Qu’est-ce que Fury veut que je fasse, l’avaler ? »[48].
  - On retrouve également le projet Pegasus (déjà évoqué dans Iron Man 2)[49] et le projet Initiative (nommé dans le MCU « Initiative Avengers ») est également présent ici[49].
  - Lorsque Monica teste différentes couleurs pour le costume de Carol, ce dernier apparaît notamment rouge et jaune, rappelant le costume du tout premier personnage portant le nom de Captain Marvel (devenu Shazam depuis sous pavillon DC Comics).
- Comme le film se déroule dans le passé (en partie dans les années 1980-90), on peut en voir des éléments caractéristiques :
  - Vers utilise le moteur de recherche AltaVista[49] (1995) pour trouver des informations supplémentaires sur le projet Pegasus.
  - Le chat roux qui traîne sur la base aérienne, et qui est en fait un extraterrestre de l'espèce des Flerken, se nomme Goose. Il s'agit d'une référence au surnom de pilote du personnage incarné par Anthony Edwards dans Top Gun (1986).
  - On peut voir un autre clin d’œil à un film culte lorsqu'un Skrull s'introduit chez Maria Rambeau et boit dans un gobelet de fast-food blanc et rouge, identique à celui utilisé par le personnage campé par Samuel L. Jackson dans Pulp Fiction (1994).
  - Une scène en voiture entre Fury et Coulson rappelle également un dialogue de Pulp Fiction entre les personnages de Samuel L. Jackson et John Travolta[49].
  - Lorsque Carol Danvers s'écrase sur Terre, elle atterrit dans un vidéoclub. Elle tire sur un panneau de True Lies (1994). On découvre également des VHS de films des années 1990 comme Hook ou la Revanche du capitaine Crochet[49] (1991), ainsi que L'Étoffe des héros (1983).
  - Le Tesseract est rangé dans une boite métallique à l’effigie de Fonzie, le personnage incarné par Henry Winkler dans la série télévisée Happy Days, série culte diffusée de 1974 à 1984.